# Ta'if
Ta'if (arapski: الطائف aṭ-Ṭā’if) je grad u Saudijskoj Arabiji. Nalazi se u pokrajini Meki i regiji Hidžaz na nadmorskoj visini od 1.879 metara na obroncima planine Sarawat, 100 kilometara jugoistočno je od Meke. Svako ljeto zbog svježije klime Saudijskoarabijska vlada se zbog vrućina seli iz Rijada u Ta'if. 
Grad je središte poljoprivrednog područja poznata po proizvodnji grožđa, ruža i meda. Prije dolaska islama bio je svetište božice Al-Lat. Godine 1924. grad su osvojili Saudijci, ugovorom sklpoljenim 1934. između Saudijske Arabije i Jemena završen je rat u pokrajini Asir. 
Prema podacima iz 2004. godine u gradu živi 521.273 stanovnika. Stanovništvo se uglavnom sastoji od Hanbelija i Malikija, a značajna je i populacija stranaca ponajprije iz Azije, Turske i drugih arapskih zemalja.